# Fate (videogioco)
Fate è un videogioco di ruolo di ambientazione fantasy per computer prodotto da WildTangent. Si è classificato al secondo posto come "videogioco di ruolo dell'anno 2005" nella classifica della rivista PC Gamer. Originariamente disponibile solo per sistemi basati su Microsoft Windows, nel 2008 è stato reso disponibile anche per macOS. Il suo seguito è Fate - Undiscovered Realms.

## Trama
Il gioco inizia nella città di Grove ai cui margini si trova l'entrata ai livelli del mondo sotterraneo in cui si svolge l'avventura vera e propria. Il giocatore deve assumere il ruolo del protagonista dell'avventura e dovrà svolgere un compito che gli verrà assegnato all'inizio in maniera casuale. Durante lo svolgimento dell'avventura, potrà anche portare a termine altri compiti che gli verranno assegnati dai vari personaggi che incontrerà nella città, quali la distruzione di mostri specificati, o il recupero di oggetti particolari. A seguito del completamento di tali compiti, dopo essere tornato in città, il protagonista potrà ottenere premi in denaro, in oggetti o in punti.
Quando il personaggio ha guadagnato abbastanza esperienza (punti), viene promosso ad una "categoria" superiore aumentando le proprie abilità ed ottenendo la possibilità di usare oggetti più potenti. In città è anche possibile visitare negozi o personaggi che, in cambio dell'oro raccolto durante l'avventura, vendono oggetti o "incantano" oggetti in possesso del protagonista. A volte tali venditori si possono trovare anche nei livelli sotterranei. Il giocatore è accompagnato da un animale domestico (è possibile scegliere tra un cane o un gatto) che lo aiuta (per quanto può) nei combattimenti e può farsi carico di un certo numero di oggetti, riportandoli anche in città per essere venduti (evitando così al protagonista del gioco di fare continuamente la spola tra i sotterranei e la città) prima di tornare presso il suo padrone. Durante il gioco è possibile trasformare il cucciolo in una creatura differente e più potente dandogli da mangiare dei pesci che il personaggio può pescare in alcuni "laghetti" che si trovano nel mondo sotterraneo. Tali trasformazioni possono essere transitorie o permanenti.
Se in qualsiasi momento del gioco il personaggio muore (perde tutti i punti "salute"), egli può essere "resuscitato". Appare infatti la Morte personificata che offre al giocatore tre alternative:
- Il protagonista viene riportato in vita nel punto in cui è morto in cambio di una certa quantità di "punti esperienza" e di "punti fama".
- Il protagonista viene riportato in vita e trasportato in un livello vicino a quello dove è morto (uno o due livelli superiori o inferiori) in cambio di una parte dell'oro.
- Il protagonista viene riportato in vita tre livelli più in su rispetto a quello in cui è morto (se il personaggio è morto nei primi tre livelli, viene riportato in città) in cambio di tutto il suo oro. Se il giocatore sceglie questa opzione e riesce a ritornare nel luogo dove è morto prima che il livello sotterraneo venga rigenerato, ritroverà ad attenderlo tutto l'oro che ha perso.

Ogni livello del mondo sotterraneo viene mantenuto per venti minuti (di gioco effettivo) dopo che è stato abbandonato dal protagonista. Se non viene più visitato, allo scadere dei venti minuti viene rigenerato con nuovi oggetti e mostri, altrimenti il personaggio lo ritroverà come lo ha abbandonato. Per questo motivo se il protagonista muore in un certo livello e non riesce a tornare in quel livello entro venti minuti, tutto l'oro che aveva andrà perduto. Questa regola non si applica se è stato aperto un portale nel livello.
Se nessuna delle tre opzioni citate in precedenza è gradita al giocatore, è possibile scegliere l'opzione "abbandono" (Quit) che riporterà il personaggio indietro nel tempo fino all'ultimo salvataggio del gioco, la morte verrà comunque registrata nel "diario del gioco".
Se il giocatore porterà a termine il compito affidatogli all'inizio del gioco, il personaggio otterrà il diritto di ritirarsi e di essere sostituito da un suo discendente. Il discendente otterrà alcuni "bonus" in eredità dal suo antenato compreso uno degli oggetti di sua proprietà. Se un'arma o un'armatura viene lasciata in eredità, le sue caratteristiche vengono migliorate. Il giocatore può anche scegliere di non fare ritirare il personaggio, ma di farlo continuare a procedere nei sotterranei a suo piacimento.
Il gioco è pubblicizzato come avente un numero infinito di livelli, ovviamente questo non è tecnicamente vero, dato che approssimativamente al livello 2.140.000.000 il gioco incorre in problemi tecnici ed il personaggio non può procedere ulteriormente. Nel forum internet dedicato a Fate, alcuni giocatori sostengono di aver raggiunto e superato il livello 1.000 e vengono chiamati "delvers", mentre coloro che hanno superato il livello 10.000 sono noti come "deep delvers".

## Modalità di gioco
Il gioco è simile a Diablo e Diablo II. In questo tipo di giochi, conosciuto come "dungeon crawler", il giocatore impersona un personaggio che deve esplorare diversi livelli di un castello sotterraneo, combattendo mostri, cercando oggetti e tesori per migliorare il proprio equipaggiamento e le proprie abilità per poter affrontare difficoltà sempre crescenti. Ogni livello da esplorare in Fate è generato in maniera casuale sia per ciò che riguarda la struttura che per gli oggetti e i mostri che ospita.
Fate utilizza la grafica 3D consentendo al giocatore di "zoomare" sul luogo dell'azione quando necessario. Non vengono offerti elementi di multiplayer. La colonna sonora è basata sull'uso della chitarra classica e di temi vagamente orientaleggianti misti ad elementi di ispirazione celtica.

## Personalizzazioni
Come molti altri giochi dello stesso genere, anche Fate ha un'attiva comunità di modding. Gli sviluppatori hanno realizzato degli strumenti di ausilio per poter creare personalizzazioni e ne esistono più di 100. Le personalizzazioni di Fate variano da semplici pozioni ad armi, ad incantesimi fino ad aggiunte alla città. L'aspetto negativo di questa attività è la stabilità del gioco, per questo motivo viene raccomandata dagli sviluppatori il backup dei file del gioco originale.